# Livno
Livno este un oraș și centrul administrativ al Cantonului 10 al Federației Bosnia și Herțegovina, o entitate pre-statală din Bosnia și Herțegovina. Este situat pe malul râului Bistrica, în partea de sud-est a câmpului Livno, la poalele muntelui Krug și pe dealul Crvenice, care este centrul Cantonului 10, care acoperă în principal o zonă din regiunea istorică și geografică Tropolje. În 2013, orașul avea o populație de 37.487 de locuitori.
Orașul, cu rămășițe ale arhitecturii antice și orașul vechi din secolul al IX-lea, menționat pentru prima dată în anul 892, s-a dezvoltat la intersecția drumurilor dintre coasta Adriaticii și cea interioară, adică regiunile din Bosnia, Dalmația, Herțegovina și Krajina.

## Istorie
Câmpiile din Livno au fost populate încă din anul 2000 î.Hr.. În Epoca târzie a Bronzului, populația neolitică a fost înlocuită de mai multe triburi indo-europene cunoscute sub numele de iliri. Regiunea a fost locuită de membri ai tribul iliric, dalmații, care aveau capitala la Delminium, în Tomislavgradul de astăzi. Au supraviețuit rămășițe care mărturisesc despre prezența lor în această zonă. Cele mai importante dintre acestea sunt așa-numitele gradine, rămășițe ale așezărilor ilirice răspândite de-a lungul câmpului Livno. Cele mai importante trei gradine sunt  Velika gradina, Mala gradina și Kasalov gradac.
După cucerirea romană a zonei, aceasta făcea parte din provincia romană Dalmația. În anii 20 ai secolului I d.Hr., romanii au construit un drum care lega Salona, un oraș de pe coastă, cu Servitium, un oraș situat în Bazinul Panonic. Traseul său trecea prin câmpul Livno, unde au fost înființate două stații de drum. Stația din Pelva era situată în zona satului Lištani, iar în zona orașului Livno se găsea stația Bariduo.
Livno își sărbătorește data fondării la 28 septembrie 892 d.Hr., fiind menționat într-un document al Ducelui Muncimir (Mutimir), care a fost realizat în acel moment. Acesta a fost centrul orașului Hlebiana (ή Χλεβιάνα) o županija (provicie) a Regatului Croației, după cum este menționat în lucrarea din secolul al X-lea De Administrando Imperio (Cu privire la administrarea Imperiului, capitolul 30). Din 1199, din perioada lui Emeric,  până în 1326, în timpul lui Mladen al II-lea Šubić de Bribir, care era rezident din Livno, orașul a făcut parte din Principatul Zaclumia. Din 1326 până în 1463, Livno a făcut parte din Regatul Bosniac. Una dintre familiile nobile din Regatul Bosniac a cumpărat Livno, Duvno și Kupres (în secolele XII-XIII), apoi le-a numit „Tropolje” (adică „Trei câmpuri”). In zonă s-au găsit cimitire cu pietre funerare mari medievale iar cercetările antropologice efectuate în 1982 pe schelete din 108 morminte cu lespezi de tip "stecci" de lângă Livno, indică o populație de origine vlahă autohtonă
La începutul secolului al XV-lea, Imperiul Otoman a avansat, a invadat și a ocupat Bosnia în următorii 400 de ani. Complexul-moschee „Glavica” este unul dintre cele mai recunoscute simboluri arhitecturale ale orașului Livno. Construit după proiectul lui Mimar Sinan în 1574, (după unele datări în 1587), acesta este situat pe un deal cu vedere spre orașul vechi Livno, râul Bistrica și Duman, în partea superioară a orașului vechi Livno. Complexul este format dintr-o clădire principală compactă a moscheii sub o cupolă și un minaret neobișnuit de scurt, cu un turn cu ceas care a fost ridicat în jurul anului 1659 și este încă în uz astăzi. În perimetru se află o necropolă de aproape 500 de ani, cu pietre funerare musulmane bosniace timpurii și altele mai târzii.
În 1878, Livno a fost ocupat de forțele austro-ungare. Soldații din Dalmația și o divizie de infanterie din Osijek au luptat ferm împotriva a 3000 de soldați otomani și miliții musulmane din jurul orașului Livno, capturând în cele din urmă orașul la 27 septembrie.
Din 1918 a făcut parte din Regatul slovenilor, croaților și sârbilor. În 1929, regatul a fost redenumit ca Regatul Iugoslaviei și împărțit în nouă banate (banovine). Livno a făcut parte din Primorska banovina  (Banovina Litoralului), cu centrul în orașul Split. Această divizare a adus din punct de vedere politic la apropierea orașului Livno de Croația. În 1939, banovinele iugoslave au fost redesenate din nou, astfel încât Livno a făcut parte dintr-un banat croat, Banovina Hrvatska (Banovina Croației).

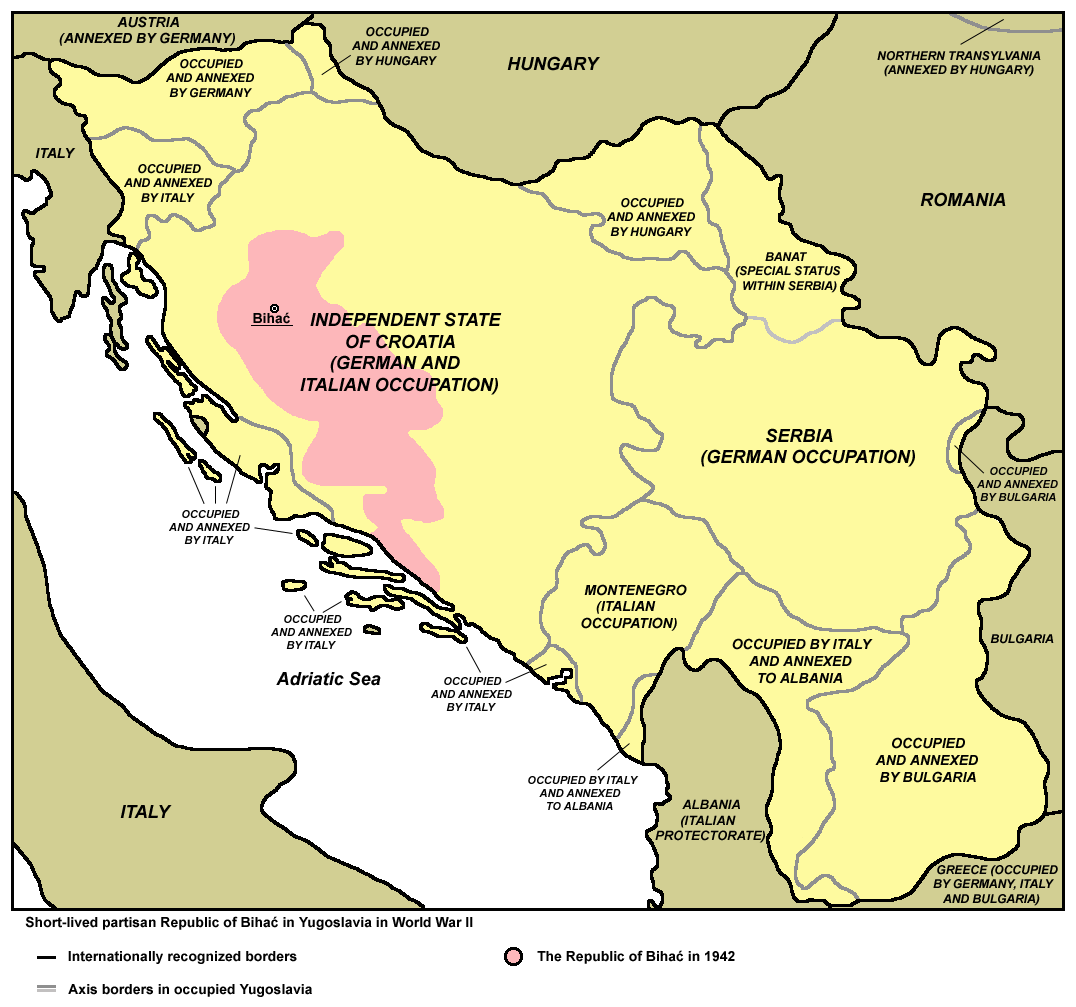
Cu roz: Republica Bihać (noiembrie 1942 - ianuarie 1943) fondată și controlată de partizanii iugoslavi, în cadrul Iugoslaviei ocupate de Germania Nazistă.

Între 1941-1945, Livno a făcut parte din Statul Independent al Croației, un stat marionetă fascist al Axei și a fost desemnat drept o regiune care sprijinea mișcarea naționalistă Ustașa. Teritoriul pe care partizanii iugoslavi l-au eliberat și pe care au reușit să-l păstreze sub controlul lor din noiembrie 1942 până în ianuarie 1943 (numit Republica Bihać) a inclus toate zonele rurale din vestul Herțegovinei la vest de Neretva și Široki Brijeg, inclusiv orașul Livno. Livno și zona sa, sub controlul partizanilor din august până în octombrie 1942, au fost foarte importante pentru rezistența partizană, deoarece membrii Partidului Țărănesc Croat din Livno, Florijan Sučić și Ivan Pelivan, s-au alăturat rezistenței partizanilor și au mobilizat mulți alți croați. Scriitorul croat Ivan Goran Kovačić s-a alăturat partizanilor din Croația. El a scris poemul său epic „Jama” (Groapa) în această perioadă și l-a terminat în Livno. Când forțele croate Ustașa au dat afară partizanii din Livno în octombrie 1942, circa 1500 de civili din Livno și din zonă au ales să plece împreună cu partizanii în exil.
După cel de-Al Doilea Război Mondial, Livno a făcut parte din Republica Socialistă Bosnia și Herțegovina,  o țară constituțională a  Republici Socialiste Federative Iugoslavia. După Destrămarea Iugoslaviei, în timpul Războiului Bosniac, a fost sub controlul Republicii Croate Herțeg-Bosnia. Între 29 noiembrie - 24 decembrie 1994, a fost declanșată Operacija Zima '94 (Iarna '94) de către trupele croate care, la temperaturi de -20oC au dus lupte cu Armata Republicii Srpska sprijinită de Armata Republicii Sârbe Krajina și au recuperat teritorii în jurul orașului Livno.

## Localizare
Livno se află la 96 km de  Split, la 127 km  de Mostar, la 167 km de Banja Luka și la 212 km  de Sarajevo.

## Date demografice
Populația din Goražde, după etnie, conform recensămintelor din 1948, 1953, 1961, 1971, 1981, 1991 și 2013 este următoarea:

### Așezări
• Bila
• Bilo Polje
• Bogdaše
• Bojmunte
• Čaić
• Čaprazlije
• Čelebić
• Čuklić
• Ćosanlije
• Dobro
• Donji Rujani
• Drinova Međa
• Držanlije
• Golinjevo
• Gornji Rujani
• Grborezi
• Grgurići
• Gubin
• Komorani
• Kovačić
• Lipa
• Lištani
• Livno
• Lopatice
• Lusnić
• Ljubunčić
• Mali Guber
• Mali Kablići
• Miši
• Odžak
• Orguz
• Podgradina
• Podgreda
• Podhum
• Potkraj
• Potočani
• Potok
• Priluka
• Prisap
• Prolog
• Provo
• Radanovci
• Rapovine
• Sajković
• Smričani
• Srđevići
• Strupnić
• Suhača
• Tribić
• Veliki Guber
• Veliki Kablići
• Vidoši
• Vrbica
• Vržerala
• Zabrišće
• Zagoričani
• Zastinje
• Žabljak
• Žirović

## Geografie

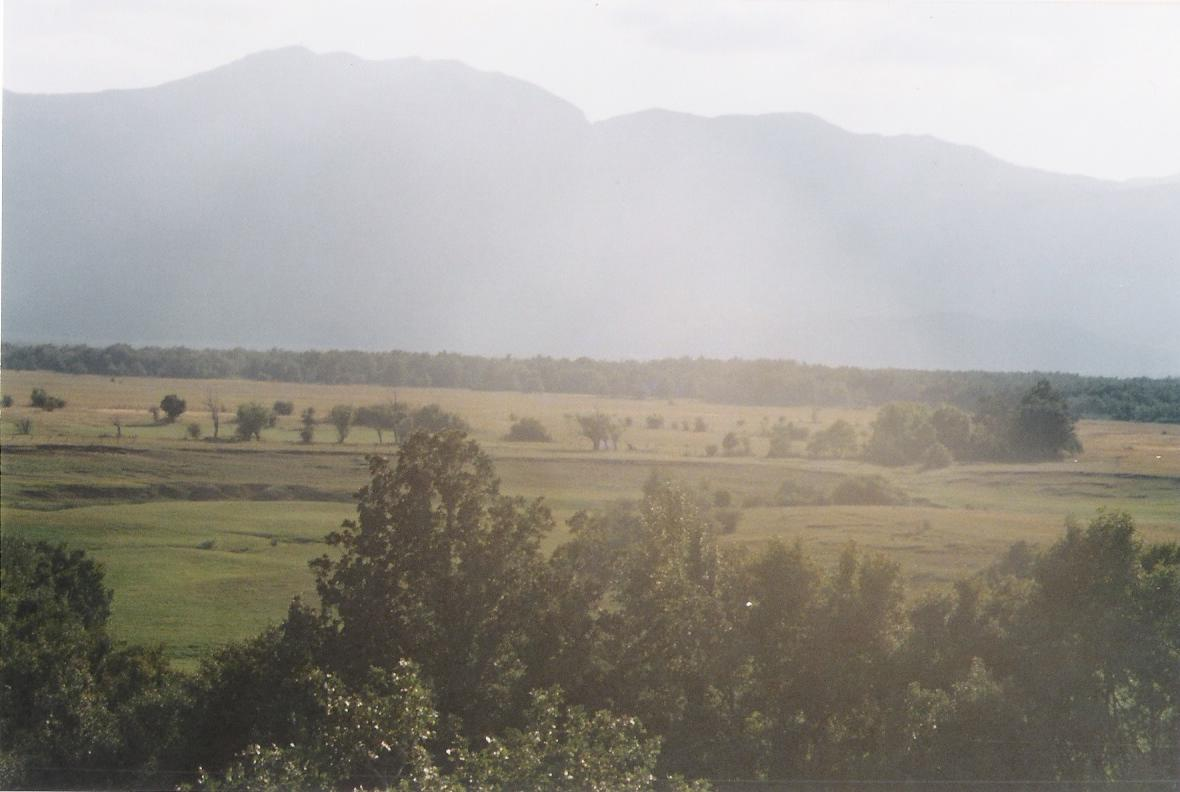
Câmpia Livno și muntele Dinara, cel mai înalt vârf montan din Croația

Teritoriul municipalității este de 994 km2. Livno este centrul cultural și industrial al cantonului. Este cel mai mare oraș din canton și este situat la 730 de metri deasupra nivelului mării. Râul Bistrica trece prin oraș și are o lungime de 3 km, ceea ce înseamnă că este un râu foarte mic. Livno se află, de asemenea, în zona Livanjsko, care este cel mai mare câmp din întreaga țară. Acesta este situat între munții Dinara și Kamešnica în sud, Tušnica în est, Cincar în nord și Šator în vest. Zona Livanjsko este de 405 km2, ceea ce reprezintă aproape jumătate din municipiul Livno.

## Persoane notabile
- Mladen II Šubić of Bribir⁠(d) (cca. 1270–cca. 1341), conducător croat și membru al familiei de nobili Šubić⁠(d);
- Gabrijel Jurkić⁠(d) (1886 – 1974), pictor;
- Hasan Brkić⁠(d) (1913 – 1965), politician;
- Zoran Tadić (1941 - 2007), regizor de film, scenarist;
- Borjana Krišto (n. 1961), politician, fost președinte al Federației Bosniei și Herțegovinei;
- Zlatko Dalić (n. 1966), fotbalist croat, antrenorul Echipei naționale de fotbal a Croației;
- Almir Velagić⁠(d) (n. 1981), halterofil, participant la Jocurile Olimpice de vară din 2008 și 2012, multiplu medaliat la Campionatele Europene (pentru Germania);
- Mate Rimac (n. 1988), antreprenor, CEO al Rimac Automobili⁠(d);
- Filip Mihaljević⁠(d) (n. 1994), aruncător de discuri și de greutăți;

## Vezi și
- Lista orașelor din Bosnia și Herțegovina